# 레슬리 맨빌
레슬리 맨빌(영어: Lesley Manville, OBE, 1956년 3월 12일 ~ )은 잉글랜드의 배우이다.

## 출연 작품
- 세상의 모든 계절
- 햄스테드 - 피오나 역
- 말레피센트 2 - 플리틀 역
- 오디너리 러브
- 미시즈 해리스 파리에 가다 - 에이다 해리스 역

## 서훈
- 2015년 대영 제국 훈장 4등급(OBE) 수훈[1]